# 秦锡麟
秦锡麟（1942年—2023年1月5日），男，江西南昌人，中国陶瓷艺术家、教育家。曾任景德镇陶瓷学院党委书记、院长，景德镇陶瓷大学名誉院长，第七、八、十届全国人大代表。